# Маликовщина
Малико́вщина (укр. Маликівщина) — село в Гоголевском сельском совете Шишацкого района
Полтавской области Украины.
Код КОАТУУ — 5325781603. Население по переписи 2001 года составляло 134 человека.

## Географическое положение
Село Маликовщина находится на левом берегу реки Говтва, выше по течению примыкает село Горишнее, ниже по течению на расстоянии в 1 км расположено село Шафрановка.

## Известные люди
В селе родился советский и украинский учёный, лауреат Государственной премии СССР Станислав Сергеевич Забара.